# Mine de sel de Nemocón
La mine de sel de Nemocón est une mine de sel située à Nemocón, en Colombie, et devenue une attraction touristique.